# 牙科用汞齐

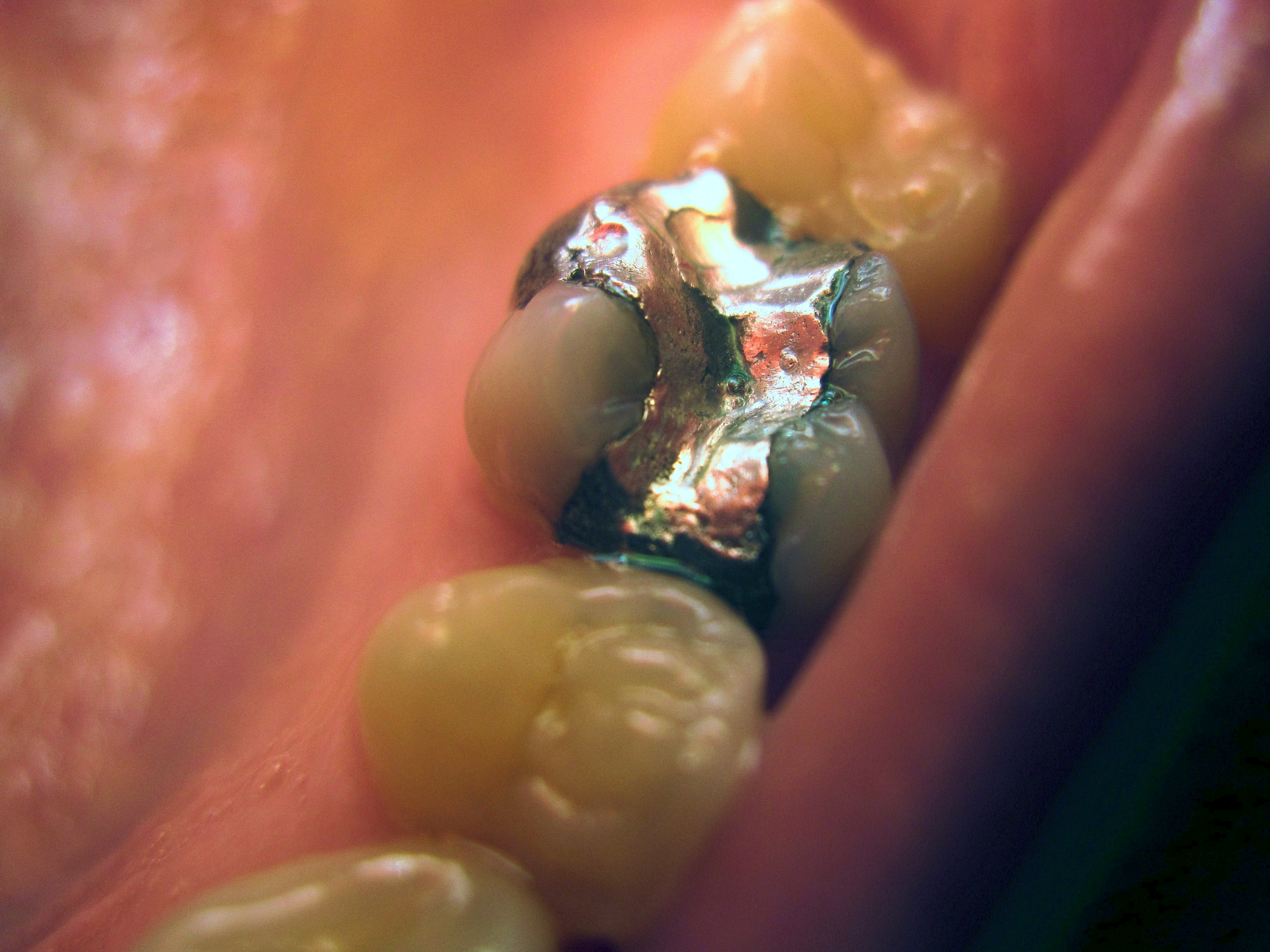
银汞在牙齿上的填充

银汞是牙科中所用的汞和金属的合金，是治療蛀牙時常用的補牙填充材料。低铜汞齐通常由汞（50%）、银（~22-32%）、锡（~14%）、铜（~8%）和其它痕量金属构成。
牙科所用的银汞由苏恭于659年最初记载于唐代的医学文献中，并于1528年出现在德国，在19世纪，银汞成为廉价、便于使用、具有较好的强度和耐用性的牙科修复材料，惟其灰銀色的顏色明顯有異於自然牙，在前牙使用或會有礙於外觀。目前的配方由美國牙醫布萊克（Dr. G.V. Black）於1896年提出並一直沿用至今。

## 含有水銀的問題
銀汞的成分含有水銀，而水銀會對神經系統帶來負面影響，尤以兒童為甚，但一般而言，銀汞在補牙過程完成後，便會處於穩定狀態，所釋出的水銀甚微，根據瑞典的研究指補牙釋出的水銀，每天只有1.7微克，遠低於世衛所建議的上限每天300至500微克。對於台灣有報導指有婦人因為使用銀汞補牙導致體內的水銀超標4倍，台北醫學大學牙醫學系副教授及香港牙醫學會會長均認為人體從銀汞補牙攝入的水銀，遠較進食魚類為低。港大牙醫學院臨床助理教授也認為補牙用銀汞的水銀含量很低，使用來自合資格供應商的銀汞補牙，是沒有安全性問題。
2018年7月，歐洲聯盟禁止银汞用于15岁以下儿童和孕妇或哺乳期妇女的牙科治疗。